# Çelebi Ali
Çelebi Ali, aussi appelé Güzelce İstanköylü Ali Pacha, est un homme d'État et amiral ottoman.

## Biographie
Né à Kos, il est le fils d'un dignitaire ottoman. Il est Kapitan Pacha vers 1617, et mène au cours de cette année une expédition punitive dans les îles de l'Égée, au cours de laquelle les dernières seigneuries latines sous souveraineté ottomane des Cyclades furent abolies.
La flotte, qui devait attaquer le royaume de Naples, est ensuite détruite par une tempête ; l'échec de l'expédition et les nombreuses plaintes à la suite des exactions de la flotte ottomane provoquent son renvoi temporaire de la flotte dès son retour à Constantinople. Il est cependant renommé au même poste au bout de 40 jours.
En décembre 1619, il est promu grand vizir, poste qu'il occupe jusqu'en mars 1621.